# Prontosil

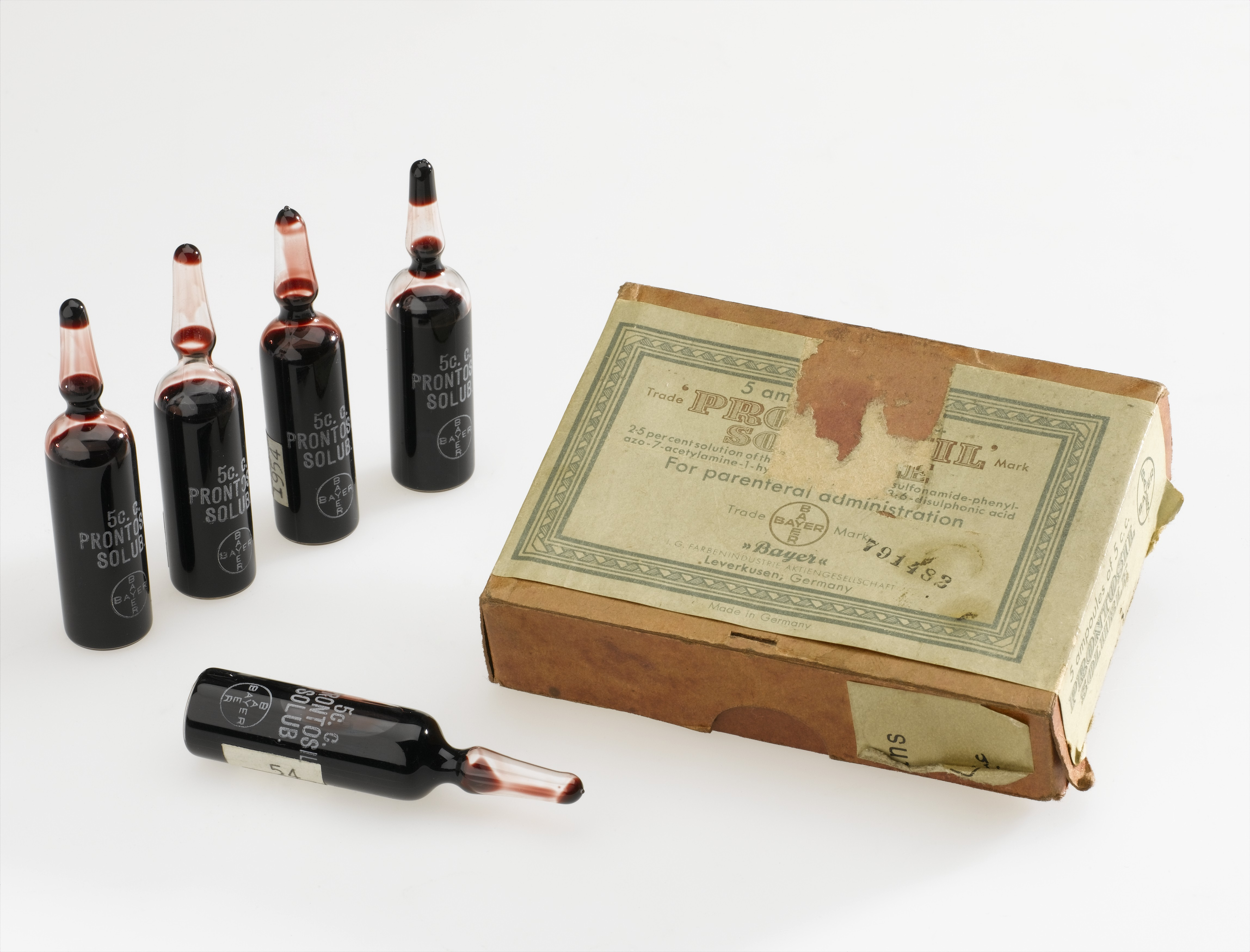
Fem ampuller av prontosil som möjligen skulle ha använts under andra världskriget.

Prontosil är ett antibakteriellt läkemedel som innan dess antibakteriella egenskaper upptäcktes år 1932 användes som färgämne för textilier. Prontosil var även den första fungerande sulfonamiden, vilket banade väg för en ny medicinsk era. Vätskan har en mörkröd färg vid normala förhållanden.

## Historia
Den 20 december 1932 testades prontosil som ett läkemedel för första gången av Gerhard Domagk. I sitt experiment injekterade Domagk ett antal möss med 10 gånger den dödliga dosen av streptokocker, för att sedan injektera hälften av mössen med prontosil 90 minuter senare. Fyra dagar senare (den 24 december 1932) kollade Domagk hur mössen mådde, och fann att alla som inte hade fått prontosil hade dött.
Det första mänskliga testet av läkemedlet var på Gerhard Domagks dotter Hildegard, vilket inte minst orsakade stor kontrovers. Hildegard fick en livshotande infektion efter att hon skadat sin hand med en nål då hon föll ned för en trappa i december 1935. Då Hildegards infektion blev värre, valde Domagk att injicera henne med prontosil. Till en början ledde det till att hon blev värre, men efter några dagar blev hon sakta bättre.
Många var osäkra på om läkemedlet fungerade eller inte, men efter att prontosil räddade Franklin Delano Roosevelt Jr. år 1936, blev det genast populärt.